# Електрична
Електри́чна — вантажна залізнична станція Лиманської дирекції Донецької залізниці.
Розташована у місті Миколаївка, Краматорського району, Донецька область, поблизу Слов'янської ТЕС на лінії Імені Кожушка О.М. — Електрична, є тупиковою, найближча станція Імені Кожушка О.М. (12 км).